# Miroir du football
Miroir du football était un mensuel (puis bimensuel) français consacré exclusivement au football. Il fut édité à Paris du 24 octobre 1958 au 26 septembre 1979 par Miroir Sprint, réputé proche du Parti communiste français.
Miroir du football fut toujours défenseur du beau jeu et du beau geste (d'où la large place accordée dans ses colonnes à l'Amérique latine), alors que ses concurrents — L'Équipe et France Football — défendaient avant tout l'efficacité européenne.
Il effectuait par exemple une analyse marxiste du jeu, considérant selon Philippe Séguin « que la défense en ligne constituait l'acte progressiste alors que le catenaccio symbolisait le fric pour ne pas perdre, soit le capitalisme le plus ordurier ».
François Thébaud, qui en fut longtemps le rédacteur en chef, a consacré  un livre à ce magazine pas tout à fait comme les autres : Le Temps du "Miroir" : une autre idée du football et du journalisme (Paris, Éditions Albatros, 1982, 210 pages). Un site internet consacré à la revue et portant son nom existe.
Par sa philosophie du jeu, son opposition au football business et sa liberté de ton, ce magazine occupa une place à part au sein de la presse sportive nationale, tout au moins jusqu'au milieu des années 1970, après quoi le magazine perdit quelque peu en qualité.
6 numéros sont d'abord sortis en 1958 et 1959 en supplément de Miroir Sprint. D'abord mensuel (de sa création en janvier 1960 jusqu'à août 1971), le magazine devint ensuite bimensuel. Le titre fit également paraître plusieurs numéros spéciaux et hors-série (+ 1 PIF poche spécial foot en juin 1974 en coédition). 5 numéros hebdomadaires paraissant le mercredi ont été publiés en 1978 (du 31 mai au 28 juin) correspondants aux numéros 317 à 321.
Le dernier numéro paru fut le 347, en date du 26 septembre 1979.
Le Miroir ressuscita pour cinq numéros en 2006, grâce à Gérard Consul et François Sorton. Les mêmes avaient préparé une nouvelle version en 2010. 
Un autre mensuel intitulé Miroir du football : le jeu, la technique, les hommes a vu le jour en mai 1996, édité par Marcana. Il a cessé sa parution en juin 1997, après seulement 9 numéros.
Un troisième mensuel intitulé Miroir du football est paru en avril 2007.
En 2010, à l'initiative de Faouzi Mahjoub, un des piliers du journal, a été créé le site Miroirdufootball.com qui essaye de faire revivre la mémoire de François Thébaud.